# Dyke JD-2 Delta

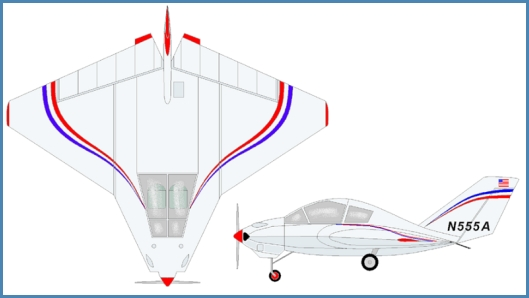
Dyke JD-2

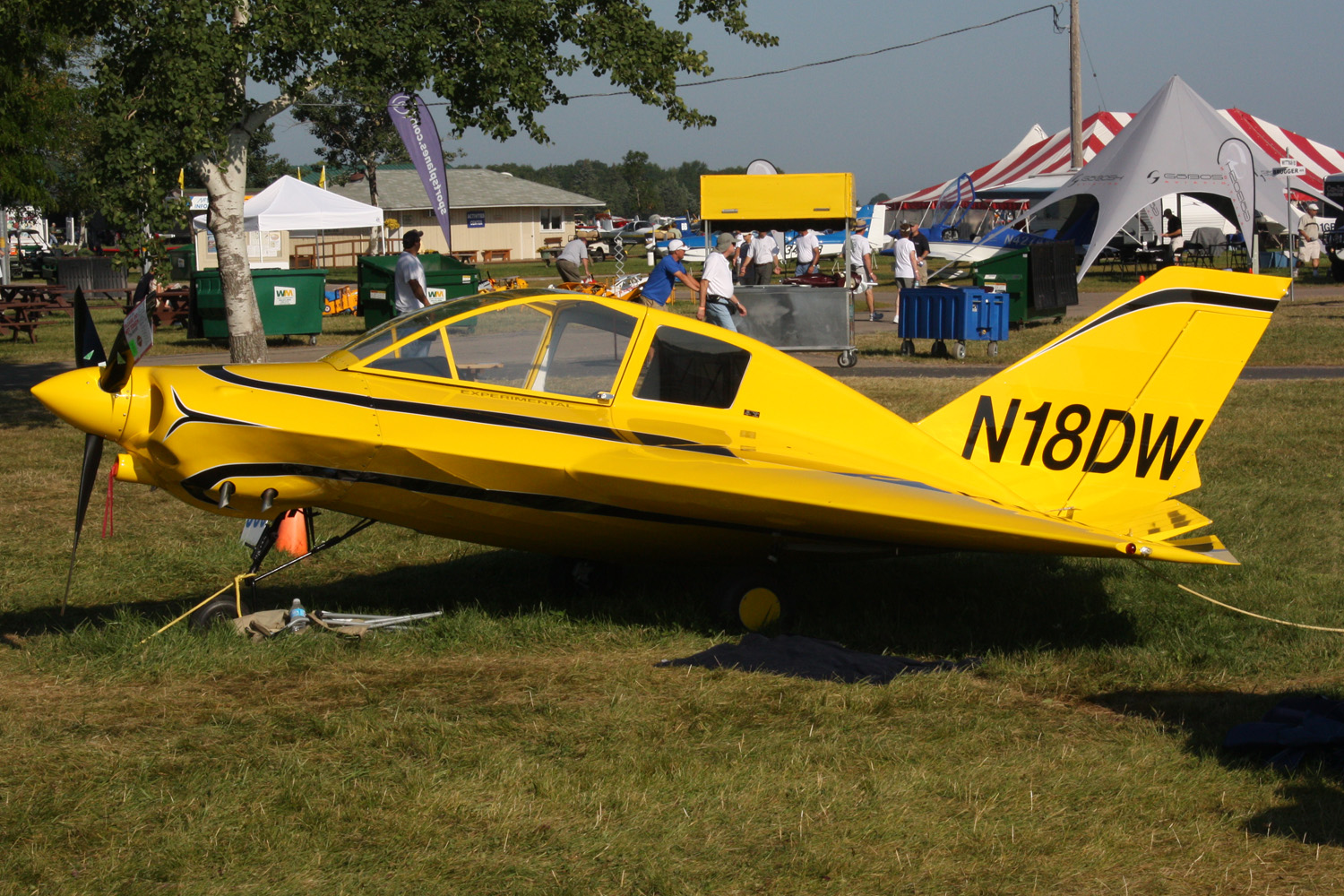
Dyke JD-2 in Oshkosh 2008

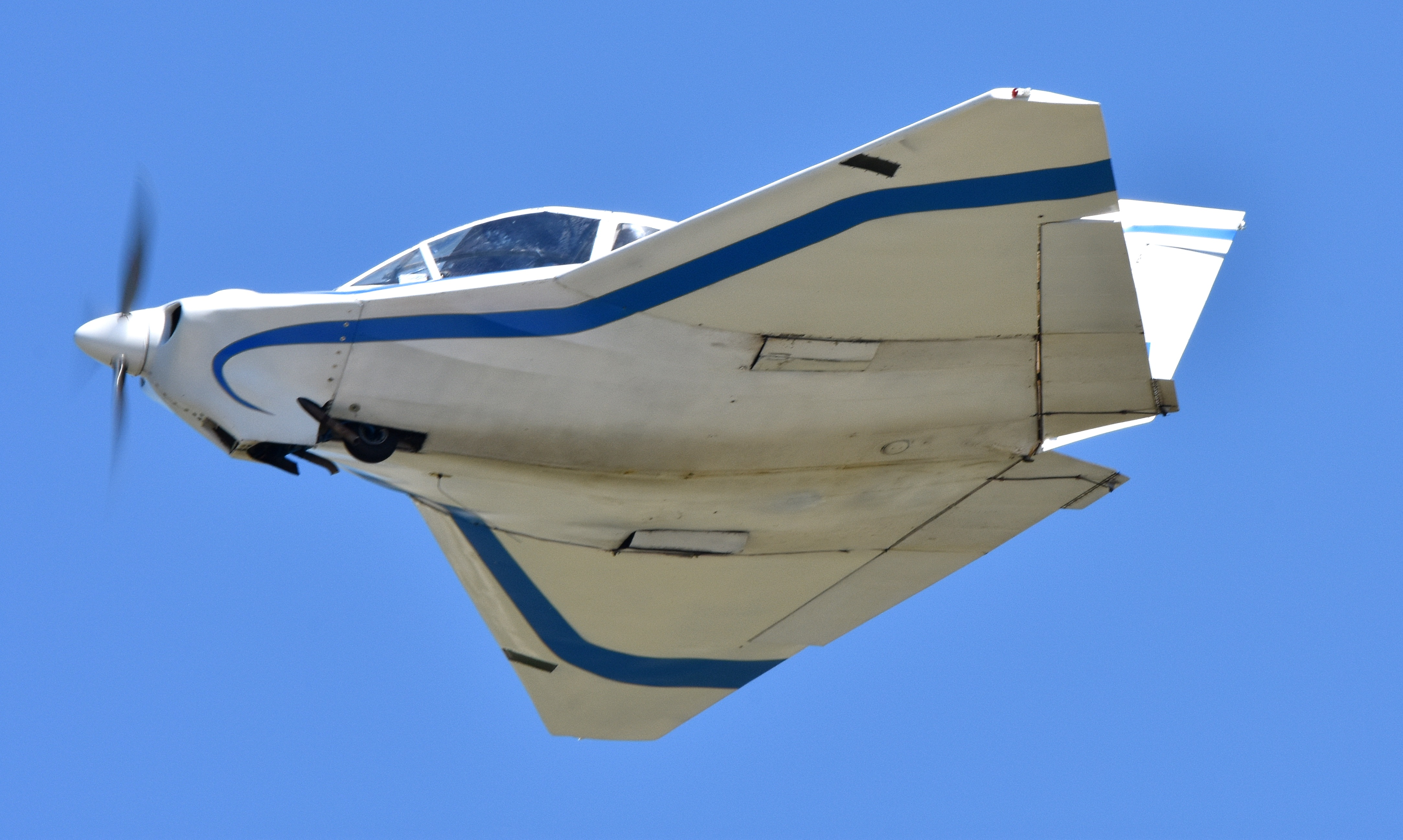
Dyke JD-2 Delta – Sommer 2018 Oshkosh

Die Dyke JD-2 Delta ist ein unkonventionelles amerikanisches Bauplanflugzeug für den Amateurbau. Es bietet Platz für einen Piloten und zwei Passagiere. Die JD-2 ist das meistgebaute zivile schwanzlose Flugzeug.

## Geschichte
Die Maschine ist eine Konstruktion des Ehepaares John und Jenny Dyke aus den 1960ern. Der Prototyp flog erstmals am 18. Juli 1966.
Die Maschine wurde nicht als Bausatz angeboten, sondern John Dyke vermarktete lediglich die Baupläne. Die relativ hohe Reisegeschwindigkeit machte die kleine Maschine besonders interessant. Insgesamt wurden über 50 dieser Flugzeuge fertiggestellt und zugelassen. Mindestens zehn Maschinen fliegen noch und ein weiteres Dutzend wird restauriert. In den 1970ern interessierte sich die Firma Robin für den Lizenzbau der Maschine in Europa. Der Prototyp hatte im Gegensatz zu den mit Plattenmaterial verglasten Cockpits der Bauplanflugzeuge eine elegantere sphärisch geblasene Kabinenhaube. Eine JD-2 wurde auch von der NASA verwendet, um die Eigenschaften eines Deltaflügels im Flugzeugschlepp zu untersuchen.

## Konstruktion
Die tragende Struktur des gesamten Flugzeuges besteht aus Stahlrohr, das mit Glasfaserpanelen beplankt ist oder mit Stoff bespannt. Die Außenflügel sind abnehmbar und können für den Straßentransport auf dem Mittelstück befestigt werden. Der Pilotensitz befindet sich mittig vorn in der Kanzel, dahinter befindet sich eine Sitzbank für zwei normale oder drei kleinere Personen. Die Besonderheit des Flugzeuges ist seine schwanzlose Auslegung und der Umstand, dass der Rumpf ebenfalls zur Auftriebserzeugung herangezogen wird. Das Dreibein-Fahrwerk ist bei den meisten Maschinen einziehbar. Die Steuerung erfolgt über Elevons und Seitenruder. Optional ist zu Trimmungszwecken eine kleine Höhenflosse an der Spitze des Seitenleitwerks möglich.

## Technische Daten
| Kenngröße             | Daten                                   |
| --------------------- | --------------------------------------- |
| Besatzung             | 1                                       |
| Passagiere            | 2–3                                     |
| Länge                 | 5,79 m                                  |
| Spannweite            | 6,87 m                                  |
| Höhe                  | 1,8 m                                   |
| Flügelfläche          | 16,0 m²                                 |
| Flügelstreckung       | 2,95                                    |
| Leermasse             | 481 kg                                  |
| max. Startmasse       | 884 kg                                  |
| Flächenbelastung      | 55 kg/m²                                |
| Reisegeschwindigkeit  | 270 km/h                                |
| Höchstgeschwindigkeit | 322 km/h                                |
| Landegeschwindigkeit  | 115 km/h                                |
| Dienstgipfelhöhe      | ~4400 m                                 |
| Reichweite            | 1400 km                                 |
| Triebwerke            | ein Lycoming O-360; 180 PS (ca. 130 kW) |